# Eupithecia mirificata
Eupithecia mirificata is een vlinder uit de familie van de spanners (Geometridae). De wetenschappelijke naam van de soort is voor het eerst geldig gepubliceerd in 1938 door Brandt.
De soort komt voor in Afghanistan, Iran en Tadzjikistan.

## Synoniemen
- Eupithecia linariatoides Mironov, 1989